# Joanna Cassidy
Joanna Cassidy, właśc. Joanna Virginia Caskey (ur. 2 sierpnia 1945 w Camden) – amerykańska aktorka. Laureatka Złotego Globu dla najlepszej aktorki w serialu komediowym lub musicalu za rolę Jo Jo White w sitcomie muzycznym NBC Buffalo Bill (1983–1984). Nominowana do trzech nagród Emmy, Nagrody Saturna i Nagrody Gildii Aktorów Ekranowych.
Wystąpiła w roli replikantki Zhory Salome w filmie Ridleya Scotta Łowca androidów (Blade Runner, 1982) i jako Dolores w półanimowanej komedii Roberta Zemeckisa Kto wrobił królika Rogera? (Who Framed Roger Rabbit, 1988).

## Życiorys

### Wczesne lata
Urodziła się w Camden w stanie New Jersey jako córka Virginii Caskey (1915–2010) i Josepha „Joe” A. Caskeya (zm. 2007). Wychowywała się z siostrą Adele w Haddonfield w New Jersey. Jej matka i dziadek byli artystami. Uczęszczała do Haddonfield Memorial High School. We wczesnych latach życia była zachęcana, by rozwijać swój talent plastyczny. Po ukończeniu nauki na Uniwersytecie Saraous w Syracuse w stanie Nowy Jork, marzyła o pracy związanej z historią sztuki.
25 maja 1964 zawarła związek małżeński z doktorem Kennardem C. Kobrinem, z którym ma córkę Naomi (ur. 18 grudnia 1964) i syna Daniela. Po ślubie przeniosła się do San Francisco, gdzie jej mąż odbywał praktykę psychiatryczną, a Cassidy znalazła pracę jako modelka. W 1974 doszło do rozwodu.

### Kariera
Była gościem przyjęcia w filmie kryminalnym Petera Yatesa Bullitt (1968) ze Steve’em McQueenem. Pojawiła się w dramacie Fools (1970) z Katharine Ross i Jasonem Robardsem. W 1973 wystąpiła w Służbie Leśnej Stanów Zjednoczonych Smokey Bear. Następnie wystąpiła gościnnie w serialach, w tym Mission: Impossible (1972, 1973), Starsky i Hutch (1978) i Taxi (1978), a także w komedii Bank do obrobienia (Bank Shot, 1974) u boku George’a C. Scotta i komediodramacie Boba Rafelsona Niedosyt (Stay Hungry, 1976) z Arnoldem Schwarzeneggerem. Miała zagrać w horrorze Bryana Forbesa Żony ze Stepford (1975), ale została zastąpiona przez Paulę Prentiss po dwóch tygodniach zdjęć. Była przesłuchana do roli Wonder Woman w serialu Wonder Woman (1975), w którym ostatecznie zagrała Lynda Carter. Można ją było zobaczyć w dramacie sportowym Nasz zwycięski sezon (Our Winning Season, 1978) z Dennisem Quaidem. Jej pierwszą regularną rolą była postać pilota szeryfa Morgany Wainwrighta w serialu przygodowym 240-Robert (1979).
Pełna wigoru i siły, stała się idealną kandydatką do roli agresywnej replikantki Zhory, która pracuje w nocnym klubie jako tancerka z wężem, w filmie sci-fi Ridleya Scotta Łowca androidów (1982). Krytyka filmowa dostrzegła jej talent w roli reżyserki telewizyjnej Jo Jo White będącej w ciągłych relacjach ze swoją arogancką gwiazdą (Dabney Coleman) w sitcomie muzycznym NBC Buffalo Bill (1983–1984), za którą odebrała nagrodę Złotego Globu i nominację do Emmy. W serialu sensacyjnym NBC Code Name: Foxfire (1985) zagrała główną rolę agentki kontrwywiadu CIA Liz „Foxfire” Towne, która wyszła z więzienia po czterech latach odsiadki za przestępstwo, którego nie popełniła.
Dobre recenzje zebrał film polityczny według powieści Fredericka Forsythe'a Czwarty protokół (1987), gdzie zagrała Irinę Wasiliewną, rosyjską agentkę. Uwagę zwróciła półanimowana komedia Roberta Zemeckisa Kto wrobił królika Rogera? (Who Framed Roger Rabbit, 1988) z jej udziałem w roli Dolores, za którą była nominowana do lauru Saturna. Jednak swoją popularność zawdzięcza występom w serialach telewizyjnych i telefilmach. Kreacja Margaret Chenowith w serialu HBO Sześć stóp pod ziemią (Six Feet Under, 2001–2005) przyniosła jej w 2006 następną z kolei nominację do nagrody Emmy.

## Filmografia

### Filmy fabularne
- 1968: BullittJoanna Cassidy w 1974
- 1970: Fools

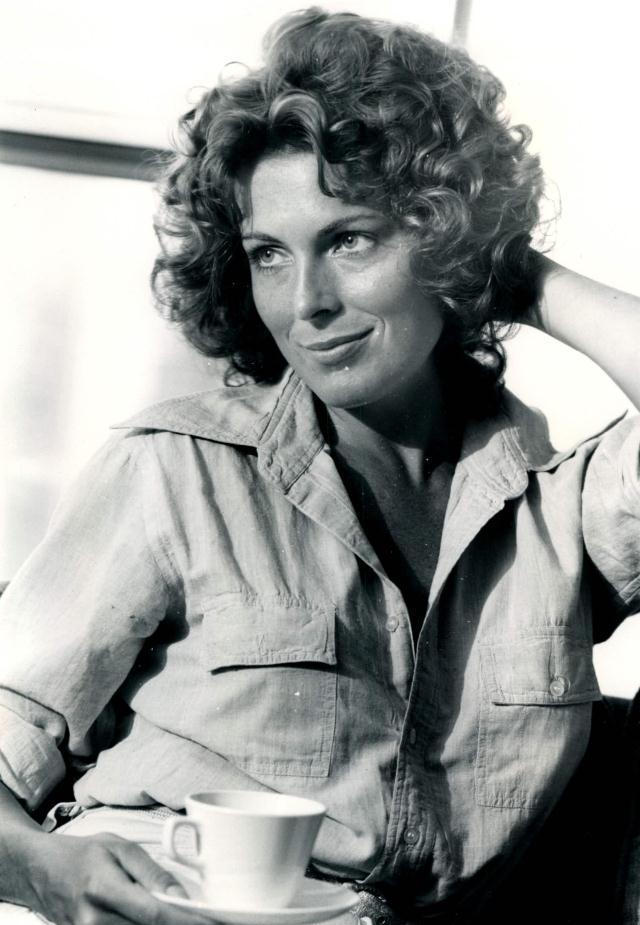
Joanna Cassidy w 1974

- 1973: Porachunki (Outfit) jako Rita Mailer
- 1973: The Laughing Policeman jako Monica, współlokatorka Beth
- 1974: Bank Shot jako Eleonora
- 1975: Il Medaglione insanguinato jako Joanna Morgan
- 1976: Niedosyt (Stay Hungry) jako Joe Mason
- 1977: American Raspberry jako Lisa Allen
- 1977: Kaskaderzy (Stunts) jako Patti Johnson
- 1977: Ostatni seans (The Late Show) jako Laura Birdwell
- 1978: Nasz zwycięski sezon (Our Winning Season) jako Sheila
- 1979: The Glove jako Sheila Michaels
- 1980: Nocne gry (Night Games) jako Julie Miller
- 1982: Łowca androidów (Blade Runner) jako Zhora
- 1983: Pod ostrzałem (Under Fire) jako Claire
- 1986: Club Paradise jako Terry Hamlin
- 1987: Czwarty protokół (The Fourth Protocol) jako Irina Vassilieva
- 1988: Kto wrobił królika Rogera? (Who Framed Roger Rabbit) jako Dolores
- 1988: Rok 1969 jako Ev
- 1989: Przesyłka (The Package) jako Eileen Gallagher
- 1990: Gdzie serce twoje (Where the Heart Is) jako Jean
- 1991: Samotne serca (Lonely Hearts) jako Erin
- 1991: Majowe wino (May Wine) jako Lorraine
- 1991: Nie mów mamie, że niania nie żyje (Don't Tell Mom the Babysitter's Dead) jako Rose Lindsey
- 1992: W kręgu podejrzeń (All-American Murder) jako Erica Darby
- 1992: Pękająca tama (Landslide) jako Lucy Matterson
- 1994: The Ticket
- 1995: Wampir w Brooklynie (Vampire in Brooklyn) jako Dewey
- 1996: Reakcja łańcuchowa (Chain Reaction) jako Maggie McDermott
- 1997: Loved jako Elenore Amerson
- 1997: Władza wykonawcza (Executive Power) jako Pierwsza Dama Elaine Fields
- 1998: Uczciwa kurtyzana (Dangerous Beauty) jako Laura Venier
- 2000: Przynęta (The Right Temptation) jako Maryanne
- 2000: Moonglow
- 2000: Nox jako Hecubah (głos)
- 2001: Duchy Marsa (Ghosts of Mars) jako Whitlock
- 2001: Wąglik (Anthrax) jako Jackie Potter
- 2002: Superman: Shadow of Apokolips (animowany) jako Maggie Sawyer
- 2004: Krzyż Andersona (Anderson's Cross) jako pani McCarthy
- 2004: Intermission jako Kochanka
- 2005: Witches of the Caribbean jako profesor Avebury
- 2006: The Virgin of Juarez
- 2006: The Grudge – Klątwa 2 (The Grudge 2) jako pani Davis
- 2007: Przed ołtarzem (Kiss the Bride) jako Evelyn
- 2007: The American Standards jako Ann Standards

### Filmy TV
- 1979: She’s Dressed to Kill jako Camille Bentancourt
- 1980: Reunion jako Peggy Sager
- 1984: Zaproszenie do piekła (Invitation to Hell) jako Pat Winslow
- 1985: Code Name: Foxfire jako Elizabeth Towne
- 1986: Pleasures jako Lillian Benton
- 1986: Dzieci z Times Square (The Children of Times Square) jako Sue Roberts
- 1988: Koszmar w Bittercreek (Nightmare at Bittercreek) jako Allison
- 1988: Zemsta ojca (Das Rattennest) jako Barbara Hobart
- 1990: Wheels of Terror jako Laura
- 1990: A Girl of the Limberlost jako Gene Stratton-Porter
- 1990: Bar Girls jako Claudia Reese
- 1992: Idealna rodzinka (Perfect Family) jako Janice
- 1992: Śmierć na żywo (Live! From Death Row) jako Alana Powers
- 1992: Odzyskać siebie (Taking Back My Life: The Nancy Ziegenmeyer Story) jako Geneva Overholser
- 1993: Other Mothers jako Linda
- 1993: Stukostrachy (The Tommyknockers) jako szeryf Ruth
- 1993: Rekiny Manhattanu (Barbarians at the Gate) jako Linda Robinson
- 1994: The Rockford Files: I Still Love L.A. jako Kit
- 1995: Moment of Truth: Eye of the Stalker jako sędzia Martha Knowlton
- 1995: Śpij słodko, kochanie (Sleep, Baby, Sleep) jako Hannah Pierson
- 1996: Alchemy jako Narrator
- 1997: The Second Civil War jako Helena Newman
- 1997: Crystal Cave jako Narrator (głos)
- 1998: W kręgu oszustwa (Circle of Deceit) jako Elaine Greer
- 2002: Wildfire 7: The Inferno jako MacLean
- 2003: Martha, Inc.: The Story of Martha Stewart jako Caroline Kass
- 2005: The Reading Room jako Diana Weston
- 2005: Odnaleziona jako Ellen Drake

### Seriale TV
- 1972-73: Mission: Impossible jako ModelkaJoanna Cassidy w 1976
- 1977: Shields and Yarnell

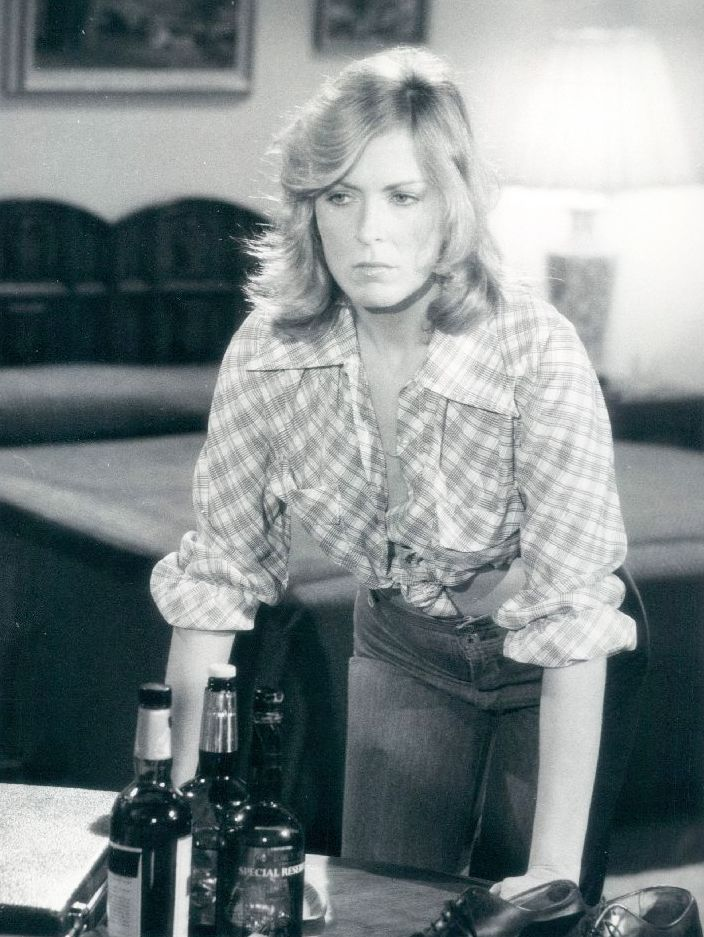
Joanna Cassidy w 1976

- 1978: The Roller Girls jako Selma 'Books' Cassidy
- 1978: Starsky i Hutch (Starsky & Hutch) jako Monique/Harry
- 1978: Taxi jako Beverly
- 1979: Kaz
- 1979: Statek miłości (The Love Boat) jako Joan
- 1979-80: 240-Robert jako agent Morgan Wainwright
- 1980: Insight jako Lucy
- 1980: Hagen
- 1980-81: Dallas jako Sally Bullock
- 1980-81: Trapper John, M.D. jako dr Carson Whitaker
- 1981: Hart dla Hart (Hart to Hart) jako Belle
- 1981: Enos
- 1981: Flo jako Billy June
- 1981: Aniołki Charliego jako Stacy
- 1982: Falcon Crest jako Katherine Demery
- 1982: Lou Grant jako Barbara Costigan
- 1982: Strike Force jako Eve Murphy
- 1982: Statek miłości (The Love Boat) jako Lisa
- 1983: The Family Tree jako Elizabeth Nichols
- 1983: Fantastyczna wyspa (Fantasy Island) jako Christine Donovan
- 1983-84: Buffalo Bill jako Jo Jo White
- 1985: Code Name: Foxfire jako Elizabeth 'Foxfire' Towne
- 1985: Żony Hollywood (Hollywood Wives) jako Marilee Gray
- 1992: Przystanek Alaska (Northern Exposure) jako Solvang Planey
- 1992: The Ray Bradbury Theatre jako Lavinia
- 1993: Dudley jako Laraine Bristol
- 1993-94: Prawnicy z Miasta Aniołów (L.A. Law) jako sędzia Carolyn Walker
- 1994: Napisała: Morderstwo (Murder, She Wrote) jako Willie Greenwood
- 1994: Prawo Burke’a (Burke’s Law)
- 1994: Uśmiech losu (Hotel Malibu) jako Eleanor „Ellie” Mayfield
- 1995: Ned i Stacey (Ned and Stacey) jako Lucy Binder
- 1997: Melrose Place jako Kate Rilley
- 1997-98: Superman (Superman: The Animated Series) jako Maggie Sawyer (głos)
- 1998: The Hunger jako Grace Wallace
- 1999: Życie do poprawki (Twice in a Lifetime) jako Meg Cleary
- 1999: Tribe jako Gina Brava
- 1999: Policyjna odznaka (To Serve and Protect) jako Hellen Carr
- 1999–2000: Diagnoza morderstwo (Diagnosis Murder) jako dr Madison Wesley
- 2000: Hollywood Off-Ramp jako Claire
- 2000: D.C. jako szefowa Lewisa
- 2000: Rude Awakening jako Colleen
- 2001: Wbrew regułom (Philly) jako Marian Marshall
- 2001: Trzy siostry (Three Sisters) jako Barbara
- 2001–2002: Bez pardonu (The District) jako Teddy Reed
- 2001–2005: Sześć stóp pod ziemią (Six Feet Under) jako Margaret Chenowith
- 2003: Everwood jako Evelyn Rowser
- 2003: Hidden Hills jako Carol
- 2003: Less Than Perfect jako Norma
- 2004: Star Trek: Enterprise (Enterprise) jako T'Les
- 2006: Orły z Bostonu (Boston Legal)' jako Beverly Bridge
- 2007: Herosi (Heroes) jako Victoria Pratt
- 2008: Zaklinacz dusz (Ghost Whisperer) jako Faith Clancy
- 2008: Gotowe na wszystko jako Melina Cominis
- 2009: Siostra Hawthorne (Hawthorne) jako Amanda Hawthorne
- 2010: Projekt dziecko (Notes from the Underbelly) jako Kay
- 2010–2012: Mów mi Fitz (Call Me Fitz) jako Elaine Fitzpatrick
- 2011–2013: Anatomia prawdy (Body of Proof) jako Joan Hunt
- 2012: Franklin & Bash jako kapitan Gina Vaughn
- 2013: Kości (Bones) jako Marianne Booth
- 2015: Married jako Sharon

## Nagrody
- Złoty Glob Jo Jo White w sitcomie muzycznym NBC Buffalo Bill (1983-84)